# Чодос
Чодос (валенс. Xodos, ісп. Chodos, офіційна назва Xodos/Chodos) — муніципалітет в Іспанії, у складі автономної спільноти Валенсія, у провінції Кастельйон. Населення — 126 осіб (2010).

## Географія
Муніципалітет розташований на відстані близько 290 км на схід від Мадрида, 34 км на північний захід від міста Кастельйон-де-ла-Плана.

## Демографія
Динаміка населення (INE ):

## Галерея зображень

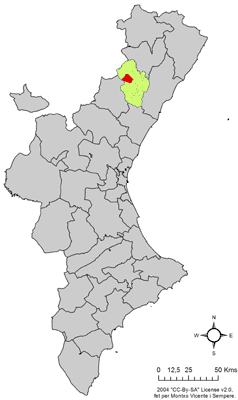
Розташування муніципалітету Чодос у автономній спільноті Валенсія
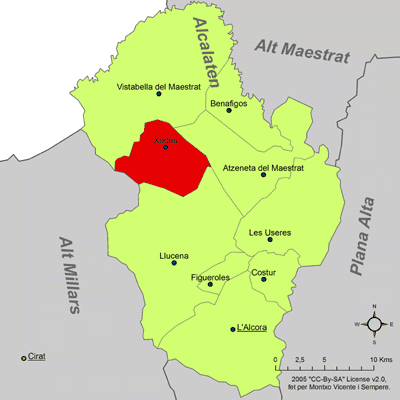
Розташування муніципалітету Чодос у комарці Алькалатен